# Dina: Kuća Atreida
Dina: Kuća Atreida znanstvenofantastični je roman Briana Herberta i Kevina J. Andersona čija se radnja odvija u izmišljenu univerzumu Dina Franka Herberta. U Sjedinjenim Američkim Državama objavljen je u listopadu 1999., a u Hrvatskoj je objavljen u travnju 2001. Prva je knjiga u trilogiji prednastavaka Preludij u Dinu, čija se radnja odvija prije događaja u Dini, hvaljenu prvom romanu serijala iz 1965. Godine 1997. Bantam Books sklopio je ugovor vrijedan tri milijuna dolara za knjige u toj trilogiji. Romani te trilogije temelje se na bilješkama koje je Frank Herbert ostavio iza sebe nakon svoje smrti.
Knjiga se pojavila na 13. mjestu na popisu najprodavanijih knjiga The New York Timesa, a dva tjedna nakon objave dosegla je 12. mjesto na tom popisu.

## Sažetak
Događaji u knjizi odvijaju se 35 godina prije događaja u Dini, prvoj knjizi serijala. Tri povezane priče govore o Letu, nasljedniku kuće Atreida, vršitelju dužnosti upravitelja Arrakisa barunu Vladimiru Harkonnenu i krunskom princu Shaddamu. U knjizi su prisutne i druge priče: mladi Duncan Idaho uspijeva pobjeći iz ropstva u koji ga je uvela kuća Harkonnen, mladi planetolog Pardot Kynes sprijateljuje se sa Slobodnjacima na Arrakisu, a red Bene Gesserit muči se sa stvaranjem potomka u zajednici Časne Majke Gaius Helen Mohiam i Vladimira Harkonnena.
Dok Leto uči politiku na dvoru grofa Dominica Verniusa na Ixu, Bene Tleilax i Sardaukari iznenada napadnu planet. Leto uspijeva pobjeći i stići na svoj svijet Caladan s Rhomburom i Kaileom, grofovom djecom. Bene Tleilax počne se služiti Ixovim tehnološkim i industrijskim resursima za „Projekt Amal” kako bi stvorio sintetski melange i eliminirao ovisnost o Arrakisu.
Vojvoda Paulus izrazi dobrodošlicu Letu i Verniusovim nasljednicima. Gospa Helena, s druge strane, ogorčeno se usprotivi čuvanju djece s Ixa. Gospa Helena drogira bika sa Saluse Secundus, koji jedne noći ubije starog vojvodu u koridi. Leto postane novi vojvoda i pošalje svoju majku u samostan. Ubrzo nakon toga Shaddam potajno ubije svojeg oca, postane padišah car i pozove plemstvo sa svih krajeva Carstva na svoju krundibu na Kaitainu. Barun Harkonnen, osmislivši nevidljivi brod uz pomoć znanstvenika s Richesea, naloži svojem nećaku Glossuu Rabbanu da napadne izaslanike Bene Tleilaxa, ali da taj napad mora izgledati kao da su ga izvršili Atreidi. Leto otiđe na suđenje pred Landsraadom, a Bene Gesserit spasi ga iznijevši dokaze o umiješanosti Corrina u napadu Bene Tleilaxa na Ix. Shaddam, želeći da Projekt Amal ostane tajna, okoristi se svojim položajem kako bi utjecao na sud i proglasio Leta nevinim.

## Recenzije
Recenzenti su uglavnom isticali da je roman manje kvalitetan u usporedbi s romanima koje je pisao izvorni autor serijala, no pretpostavili su da bi napori mlađeg Herberta i Andersona mogli starijim knjigama priskrbiti nove čitatelje. Gerald Jonas iz The New York Timesa izjavio je da će čitatelji upoznati sa serijalom uživati u pojavi poznatih likova i mjesta radnje, ali je komentirao da je knjiga prepuna dijaloga i da su opisi manjkavi. U osvrtu za SciFi Dimensions John Snider komentirao je da su prednastavci Herberta i Andersona „šund”, ali je ipak napomenuo da „ezoterične i filozofske priče [Franka] Herberta čine pristupačnijim većoj publici”. Publishers Weekly napisao je da je fabula romana „zamršena”, ali dovoljno pristupačna novim čitateljima te da bi ih mogla potaknuti na čitanje knjiga starijeg Herberta.
 U recenziji Kirkus Reviewsa navodi se da pokušaj autora za nastavljanjem sage o Dini sadrži „inventivna obilježja” i podmukle spletke koje bi po složenosti trebale parirati onima u prvim romanima, ali da je djelo ipak „manje suptilno” te da ga čine „razočaravajuće nerazrađeni likovi” koji „stvaraju manje upečatljivu dramu”. Poput ostalih recenzenata Kirkus zaključuje da je prednost djela u tome što potiče interes za originalnim serijalom.
Greg L. Johnson u svojem je osvrtu za SF Site pohvalio autore zato što su se odlučili usredotočiti na sporedne likove koji su poznati čitateljima izvornog serijala, ali je izjavio da u knjizi nisu ostavili dovoljno prostora ili prilike za razradu ženskih likova. U romanu se nastavlja tradicija naslovljivanja poglavlja citatima, no Johnson smatra da su ti citati „manje mudri i manje potiču na razmišljanje” od onih u izvornom serijalu.
Scott Lynch, pisac fantastike, u osvrtu na RPGnetu izjavio je da je knjiga „razočaravajuće prosječna” te da ne daje nikakva nova saznanja u usporedbi sa suptilnim i kompetentnim likovima u izvornom serijalu: 

## Adaptacija
U svibnju 2020. potvrđeno je da je Boom! Studios otkupio prava na izradu stripa i crtanih romana prema književnom predlošku; autori Brian Herbert i Kevin J. Anderson napisali su scenarij za dvanaest brojeva stripovskog izdanja. Posljednje je izdanje objavljeno u prosincu 2021.